# فابریزیو کونواله
فابریزیو کونواله (ایتالیایی: Fabrizio Convalle؛ زادهٔ ۱۱ آوریل ۱۹۶۵) دوچرخه‌سوار اهل ایتالیا است.